# CatOS
CatOS – system operacyjny wykorzystywany w przeszłości w niektórych produktach sieciowych firmy Cisco Systems (niektóre przełączniki serii Catalyst z serii 1200, 4000, 4500 5000, 5500 6000, 6500). System ten przejęty został przez Cisco wraz z firmą Crescendo Communications Inc. w 1993, co dało początek przełącznikom serii Catalyst 5000, zarządzanym właśnie przez system CATOS. Obecnie dostępny jest na żądanie kupującego urządzenie, ze względów zgodności z wcześniejszymi rozwiązaniami (tzw. tryb hybrid, w którym moduł zarządzający działa pod kontrolą CatOS, zaś moduł routujący pod kontrolą IOS, w odróżnieniu od trybu nativ, gdzie oba pracują pod kontrolą IOS).
System CatOS, podobnie jak inny, popularniejszy system operacyjny urządzeń Cisco, IOS, również pracuje w trybie znakowym (CLI, ang. command line interface – interfejs wiersza poleceń). Z punktu widzenia użytkownika główna różnica między CATOS a IOS polega na braku wydzielonego trybu konfiguracyjnego w tym pierwszym – zmiany wprowadza się najczęściej przez polecenia rozpoczynające się od słowa „set”. Stąd też CATOS często nazywany jest ‘set based CLI’ (interfejsem użytkownika opartym na poleceniu „set”).